# 杜羔
杜羔（?—?），唐朝官员。杜正藏的五世孙，曾祖父懷州長史杜僑，祖父大理少卿杜損，父亲杜戩。
贞元初年及进士第，天生至性。父亲死在河北，母亲经历兵乱，不知在何处，杜羔忧愁哭号终日。后来兼为泽潞判官，审狱，有老妇人论辨对答不一般，是杜羔之母，于是得以奉养。而不知父亲杜戩墓在何处，昼夜哀哭；有一日在佛祠居住，看到柱间有文字，是其父临死记墓所在。杜羔奔往，有耆老识得其垅，于是得以安葬。元和年间，为万年县令，当时许季同为长安县令，京兆尹元义方责备他们不能按时交租赋，要拘禁二县县吏，将要问罪。杜羔等苦苦辩白，京兆尹不放。杜羔去见宰相，请转任散官。唐宪宗派遣宦官问情况，他回答京兆府政令苛细，遵守民力不堪。下诏全部免官，京兆尹夺俸三月。议论的人以杜羔为正直。不久，授户部郎中、刑部郎中，后历任振武节度使，以工部尚书致仕。去世后，赠尚书右仆射，谥敬。子杜中立。